# Hôtel-Dieu de Chartres
L'hôtel-Dieu de Chartres est un hôpital de la ville de Chartres, préfecture du département français d'Eure-et-Loir, en région Centre-Val de Loire.

## Description

### Histoire
La conciergerie a été construite en 1866. Durant la deuxième guerre mondiale, dans la nuit du 17 juin au 18 juin 1940, Jean Moulin y a été interrogé et torturé.
Ce lieu de mémoire fait l’objet d’une inscription au titre de monument historique depuis le 22 juillet 2009.

### Aujourd'hui
Depuis le déménagement du centre hospitalier général à l'hôpital Louis Pasteur du Coudray en 1986, ce pôle de santé des hôpitaux de Chartres regroupe :
- Une résidence pour personnes âgées ;
- Des activités ambulatoires de psychiatrie infanto-juvénile ;
- Un centre d'action médico-sociale et un centre d'action médico-sociale précoce (CAMSP) ;
- Une maison pour les personnes autistes du département d'Eure-et-Loir.

## Architecture
Les éléments suivants sont à remarquer :
- La conciergerie, avec un pavillon symétrique, forme l'entrée monumentale du lieu[1] ;
- L'ensemble des bâtiments inclut également une chapelle, édifiée avec un appareillage de briques colorées et pierres de taille ;
- Une stèle coiffée du buste de Gabriel Maunoury, chirurgien de l'hôtel-Dieu et député d'Eure-et-Loir de  1912 à 1924, est située à l'angle des rues Docteur-Maunoury et Gabriel-Lelong ;
- Une stèle aux bienfaiteurs de l'hôpital qui, de 1804 à 1963, mentionnent quatorze noms, dont Napoléon Ier.

L'hôtel-Dieu de Chartres
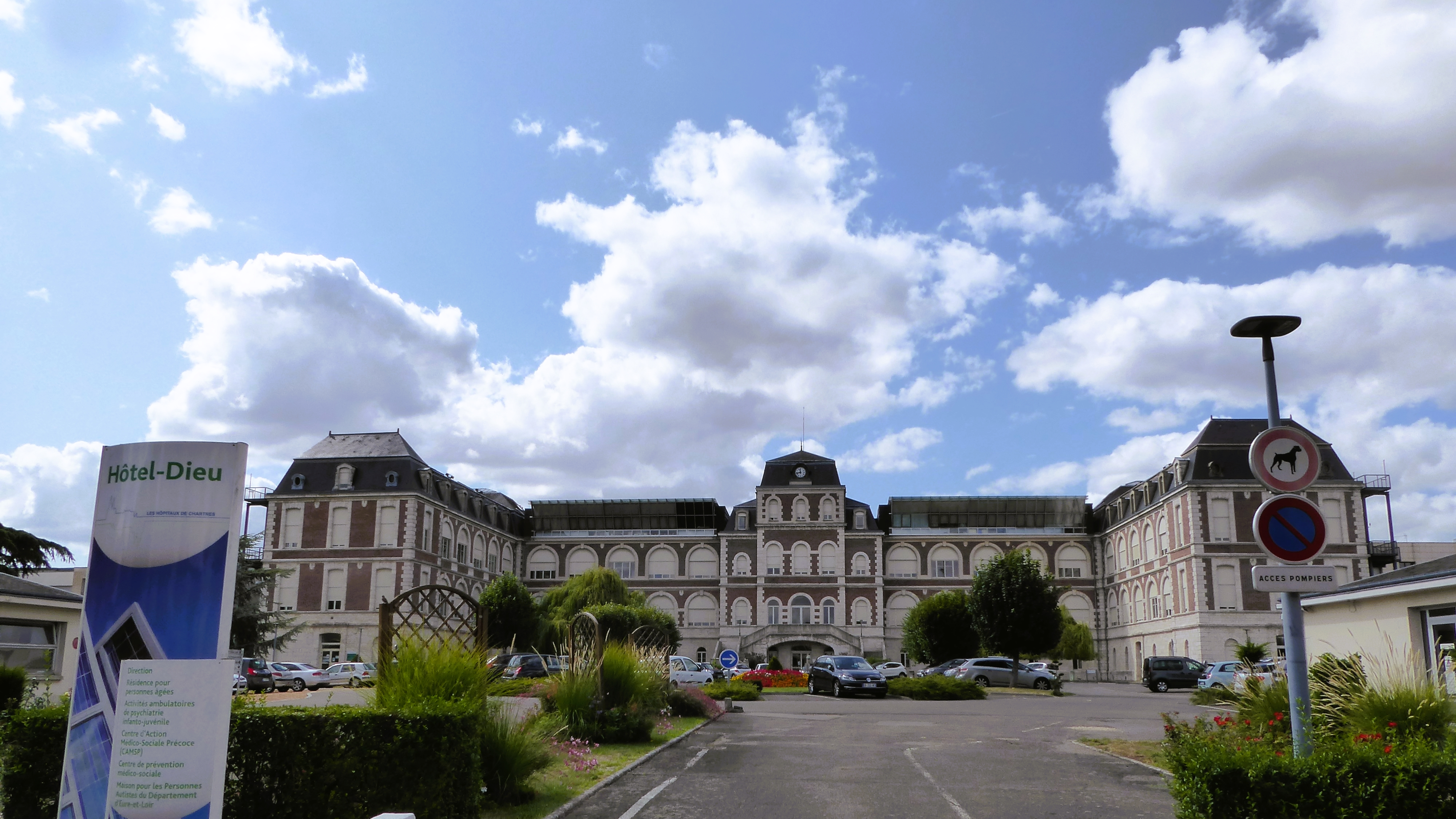
Vue du bâtiment principal.
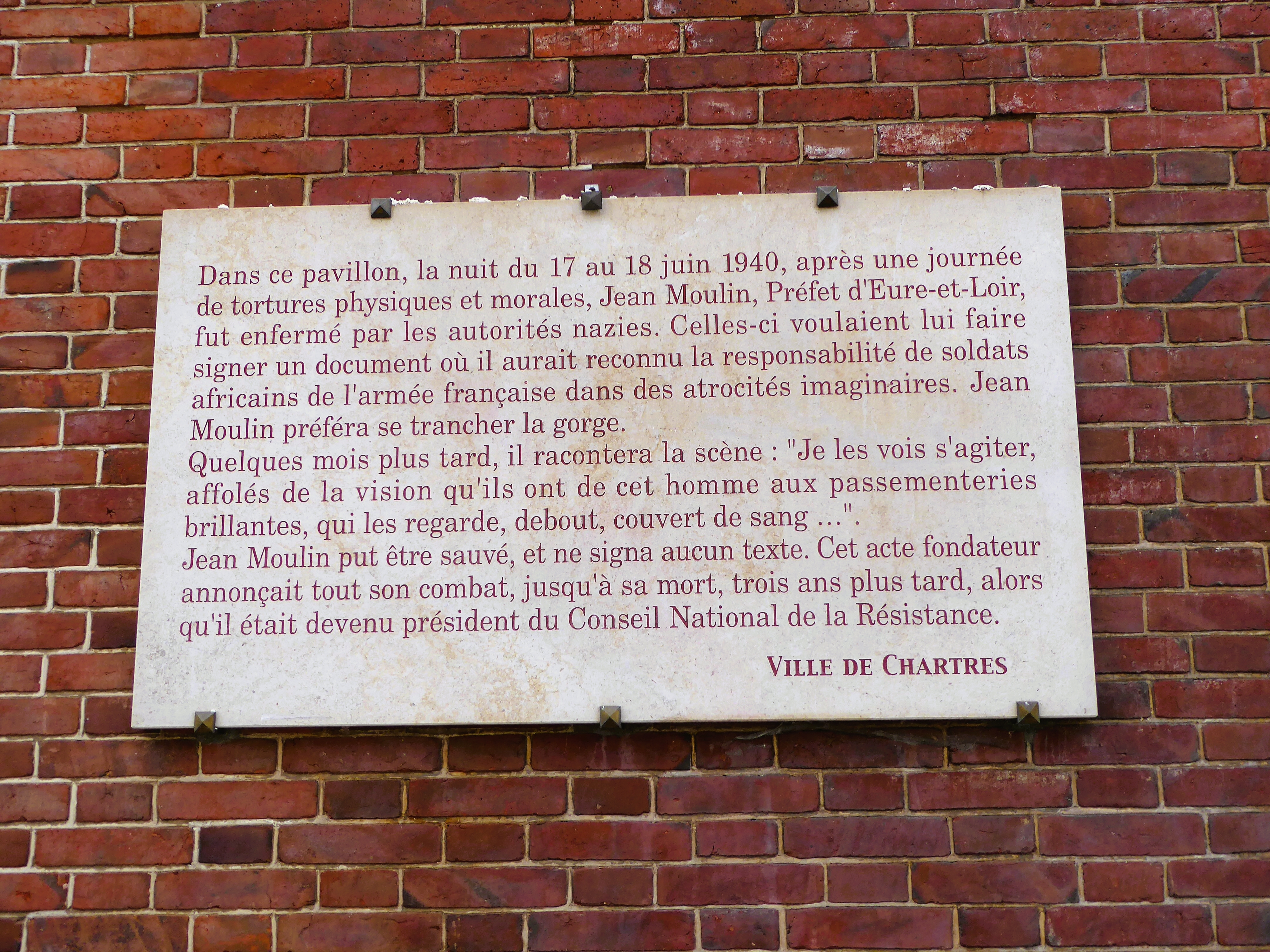
Plaque en hommage à Jean Moulin.
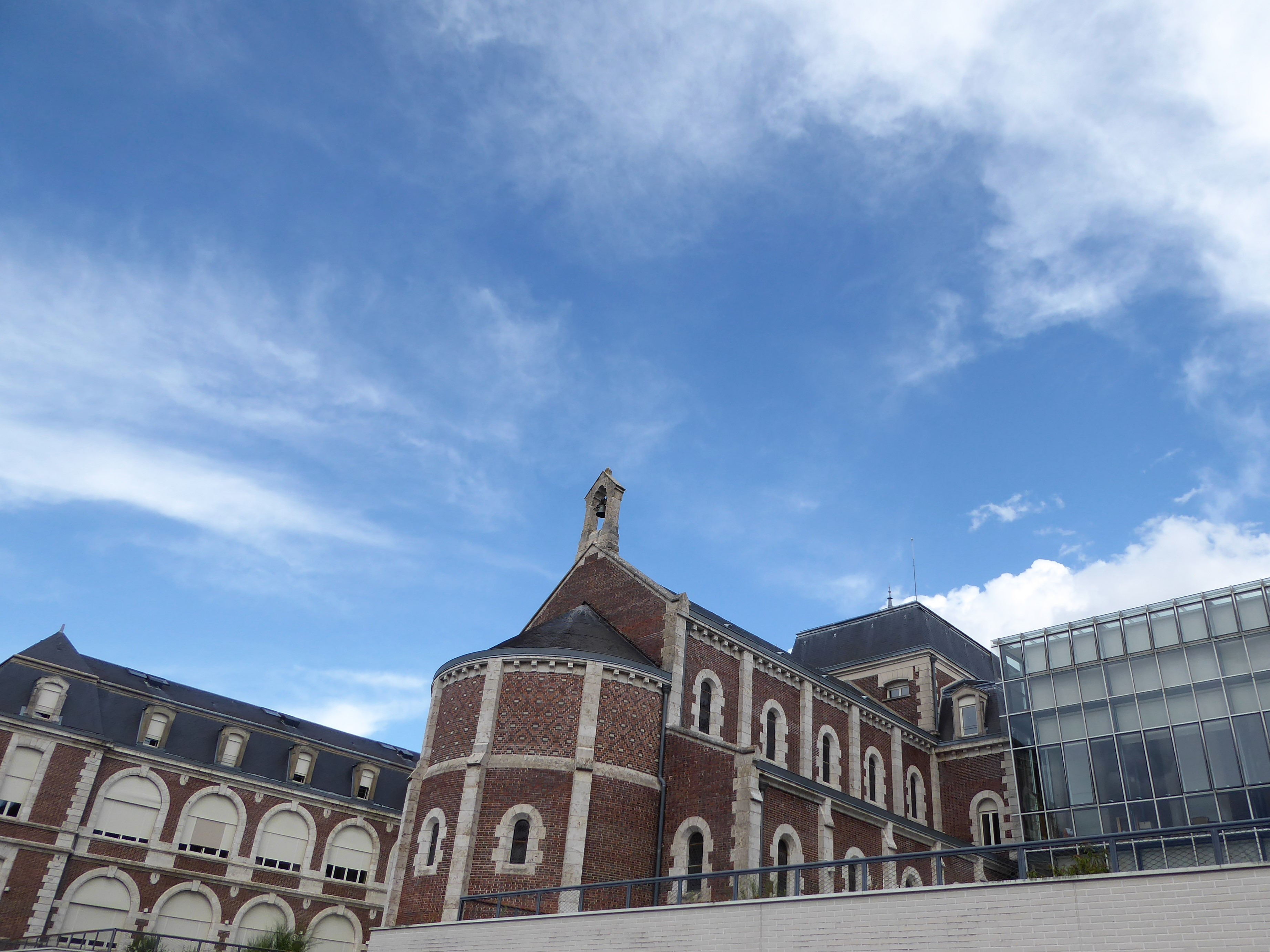
Chapelle de l’hôtel-Dieu.
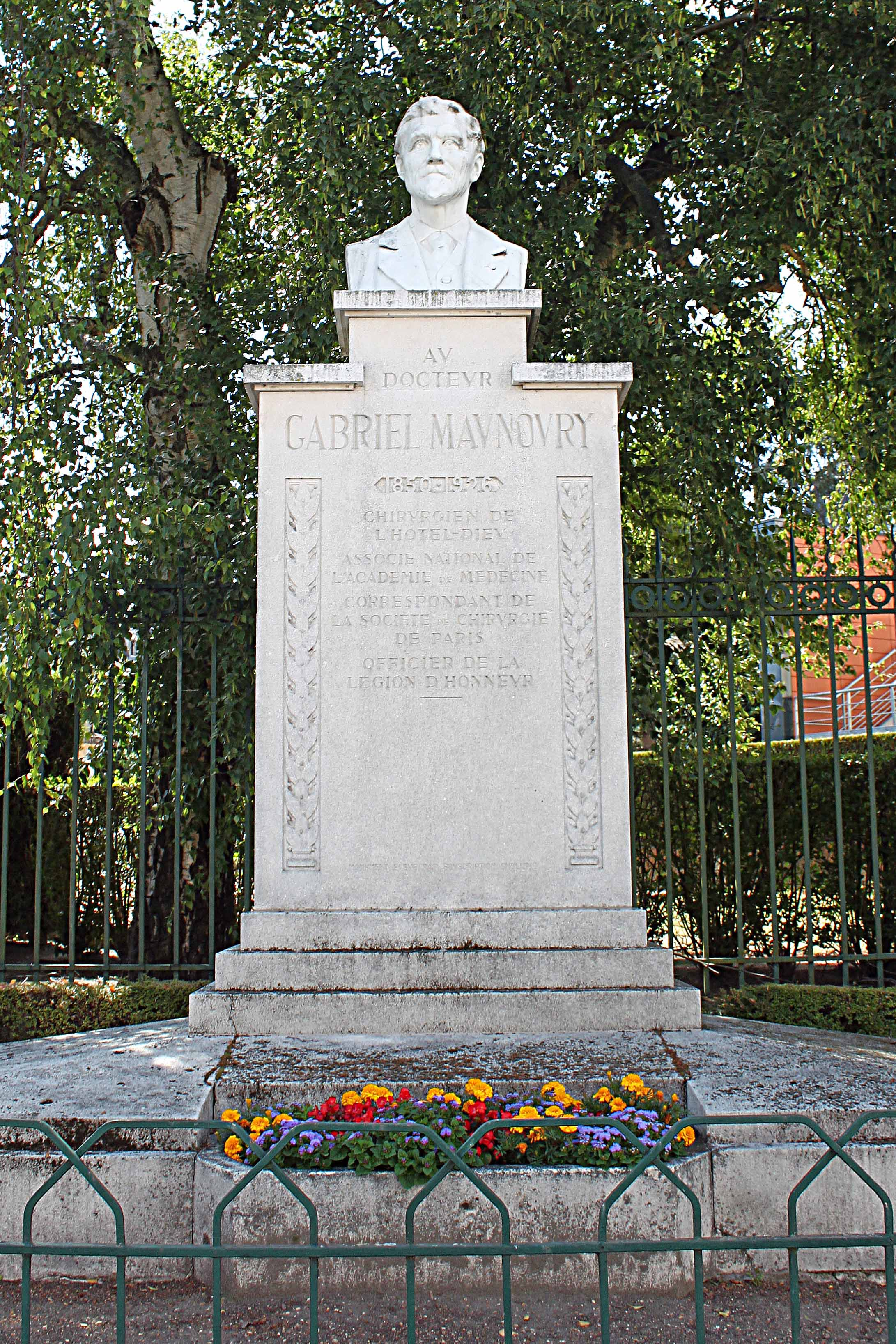
Stèle à Gabriel Maunoury.
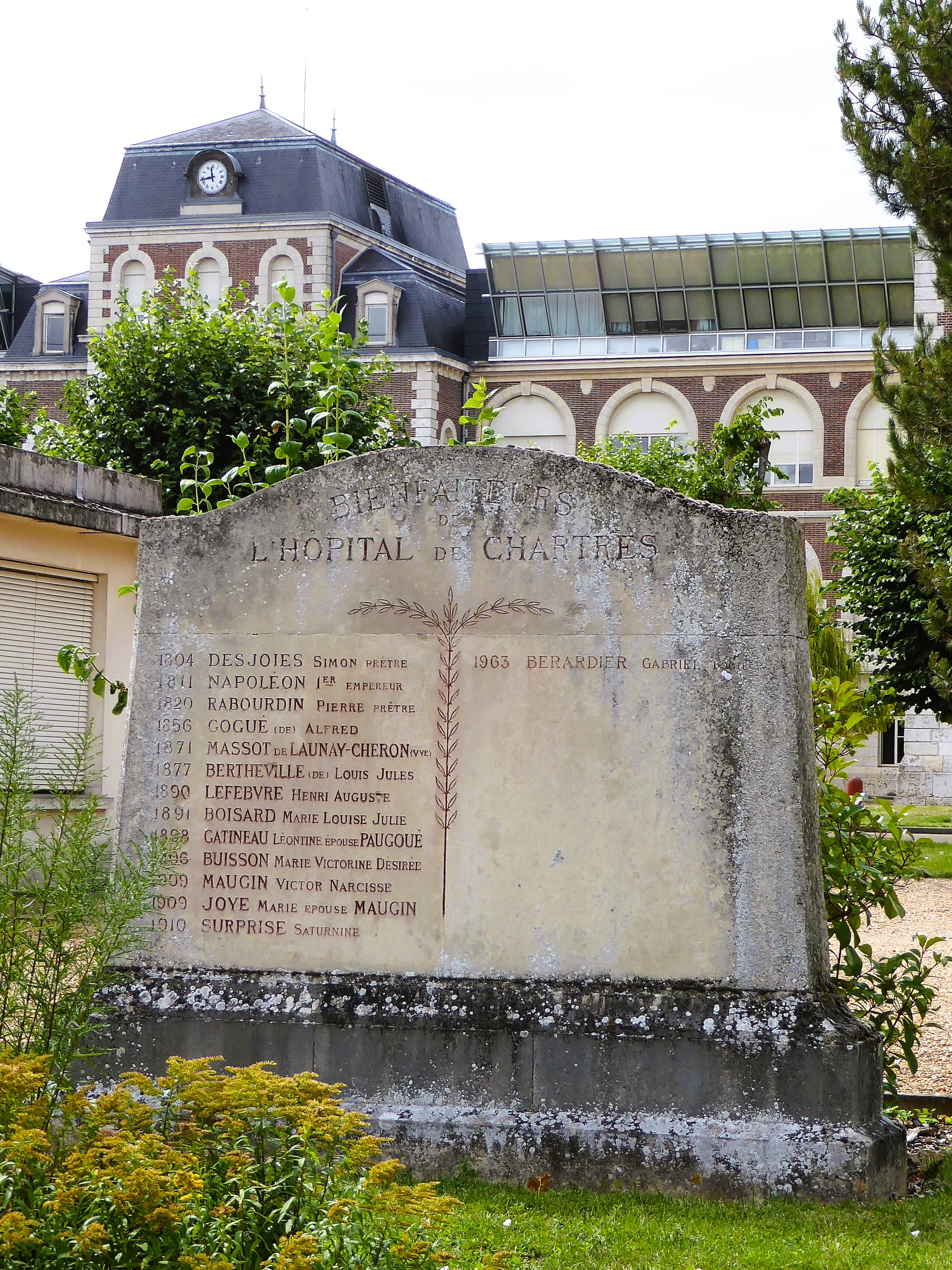
Aux bienfaiteurs de l'hôpital.